# Bestiarium von Aberdeen

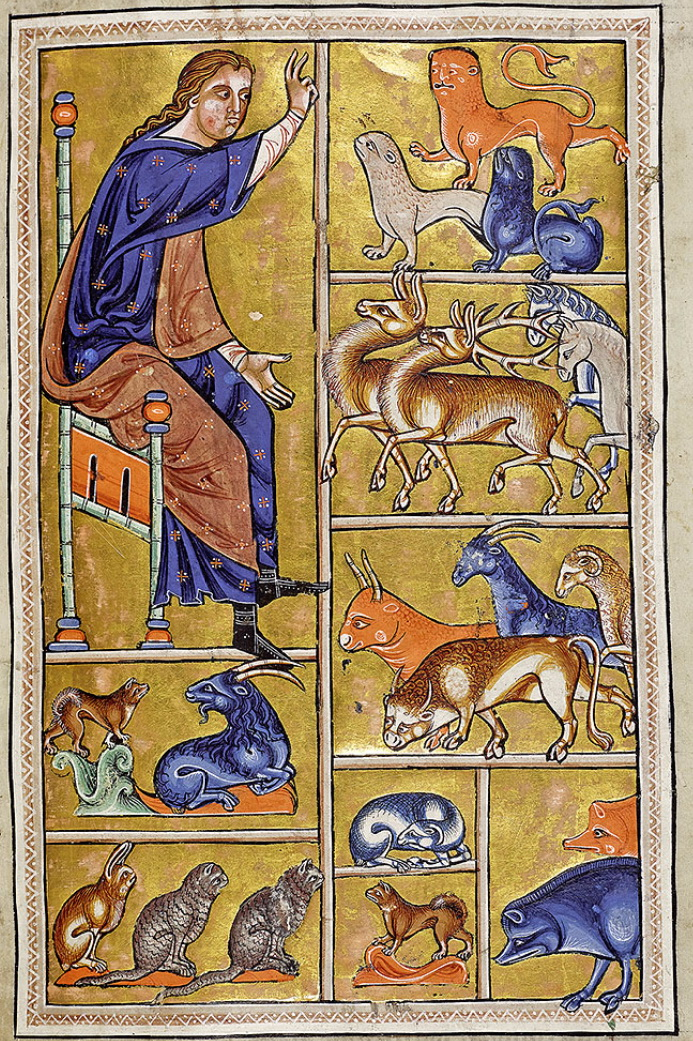
Darstellung Adam gibt den Tieren ihren Namen – fol. 5r des Bestiariums von Aberdeen

Das Bestiarium von Aberdeen (University of Aberdeen, Library, Univ Lib. MS 24) ist eine Bilderhandschrift, die in England vermutlich gegen Ende des 12. Jahrhunderts entstanden ist.
Das Bestiarium ist außergewöhnlich wegen seiner aufwendigen Illustrationen, die reichlich mit Blattgold überzogen sind, und wissenschaftlich bedeutsam wegen des Reichtums seiner kodikologischen Daten und seiner engen Verwandtschaft mit dem Bestiarium von Oxford. Das Buch blieb unvollendet, so dass Skizzen und detaillierte Anweisungen für seine Kolorierung und Zusammenstellung erhalten sind.

## Geschichte
Die Bilderhandschrift mit der Bezeichnung No.518 Liber de bestiarum natura wurde erstmals im Jahr 1542 im Bestandsverzeichnis der Old Royal Library im Palace of Westminster erwähnt. Sie enthält selbst auch einen Stempel der Bibliothek, die nach der Klösterauflösung durch König Heinrich VIII. wesentlich vergrößert wurde.
In einem Bibliothekskatalog der Marischal College Library in Aberdeen von 1726 wurden erstmals Beschädigungen bzw. Textentnahmen vermerkt. Das Bestiarium von Aberdeen hat große Ähnlichkeiten mit dem Bestiarium von Ashmole (MS. Ashmole 1511), das in der Bodleian Library der Universität Oxford deponiert ist. Trotz Unterschieden in mehreren Darstellungen wird vermutet, dass die Bilderhandschriften aus derselben Hand stammen, wenn sie auch zu verschiedenen Zeiten entstanden.

### Herkunft
Die genaue Entstehungsgeschichte und Herkunft des Bestiariums vor 1542 kann nicht eindeutig belegt werden. Xenia Muratova schlägt aufgrund eines Vergleichs mit einer Gruppe verwandter Manuskripte eine Herkunft in den nordöstlichen Midlands vor. Andere Forscher haben es mit der augustinischen Bridlington Priory in Verbindung gebracht oder für eine südöstliche Herkunft plädiert.
Die Zeder (fol. 34r) könnte einen Hinweis auf sein Mäzenatentum und seine Funktion geben. In anderen Bestiarien weist dieses Bild oft auf den Mäzen oder Widmungsträger hin. Hier wird eine Frau gezeigt, die eine Taube hält; es könnte sich um die Jungfrau Maria, Ekklesia oder die Weisheit handeln. Außergewöhnlich sind die starken Abnutzungserscheinungen am oberen Rand, als ob ein Leser das Buch häufig umgedreht hätte, um es einem Publikum, vielleicht Generationen von Laienbrüdern in einem Kloster, zu zeigen.

## Einordnung
Der Altertumsforscher M. R. James teilte Anfang des 20. Jahrhunderts die ihm bekannten Bestiarien auf Grund ihrer inhaltlichen Zusammensetzungen in vier Familien ein. Das Bestiarium von Aberdeen ist demnach eines der etwa 20 bekannten Exemplare der sogenannten Zweiten Familie (Second Family), die während des 12. Jahrhunderts entstanden sind. Zur Ersten Familie gehörte die allegorische Naturlehre Physiologus und die Etymologiae von Isidor von Sevilla. Das Aberdeen-Bestiarium hat im Vergleich dazu fast die doppelte Anzahl von Kapiteln, mit Zusatzmaterialien u. a. aus De mirabilibus mundi von Solinus und Hexaemeron von Ambrosius, und ist nach den Kategorien von Isidor gegliedert.
Die Ausgestaltung ist eindeutig romanisch, üppig und kraftvoll, mit einer Vorherrschaft satter Blau- und Rottöne und charakteristischen weißen Hervorhebungen. Obwohl der Figurenstil aus dem späten 12. Jahrhundert stammt, erinnert der anmutige schwarze Umriss der Tiere an frühere Bestiarien (z. B. Cambridge, U. Lib., MS. Ii.4.26). Die Abbildungen des Aberdeen- und Ashmole-Bestiariums (Oxford, Bodleian Lib., MS. Ashmole 1511) sind eng miteinander verwandt, obwohl die Ashhmole-Figuren länglich, elegant und eher gotisch sind. Ein Vergleich von Majestas Domini (Aberdeen fol. 4v und Ashmole fol. 8v) verdeutlicht die unterschiedlichen Stile. Beide Bücher scheinen im selben Skriptorium von einer unbekannten dritten Version kopiert worden zu sein. Die sowohl während als auch nach der Anfertigung entstandenen Einstechlöcher zum Kopieren der Illustrationen deuten darauf hin, dass sein Skriptorium ein wichtiges Zentrum für die Bestiariumsproduktion war.

## Inhalt und Ausstattung
Die auf Latein verfasste Handschrift enthält 103 Folia auf Pergament und misst 30,2 × 21 cm.
Das Bestiarium von Aberdeen beginnt mit einem Schöpfungszyklus ganzseitiger Miniaturen, welcher mit der Benennung der Tiere durch Adam und einer Majestas Domini abschließt. Es ist eines der wenigen Bestiarien, die die Schöpfungsgeschichte miteinbeziehen.
Die Beschreibung zu jedem Tier wird durch ein Porträt oder eine erzählende Illustration eingeleitet. Außerdem enthält es Texte und Bilder über Vögel, die aus dem De avibus von Hugh von Fouilloy übernommen wurden.
Nach der Zählweise von Blättern (Folium) in der Handschriftkunde steht im Folgenden recto, abgekürzt r, für Vorderseite und verso, abgekürzt v, für Rückseite.

### Die Schöpfung

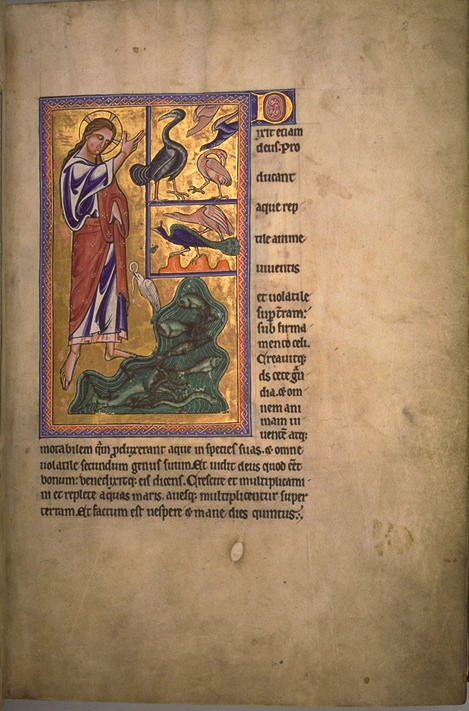
Folio 2 recto: Erschaffung der Vögel und Fische

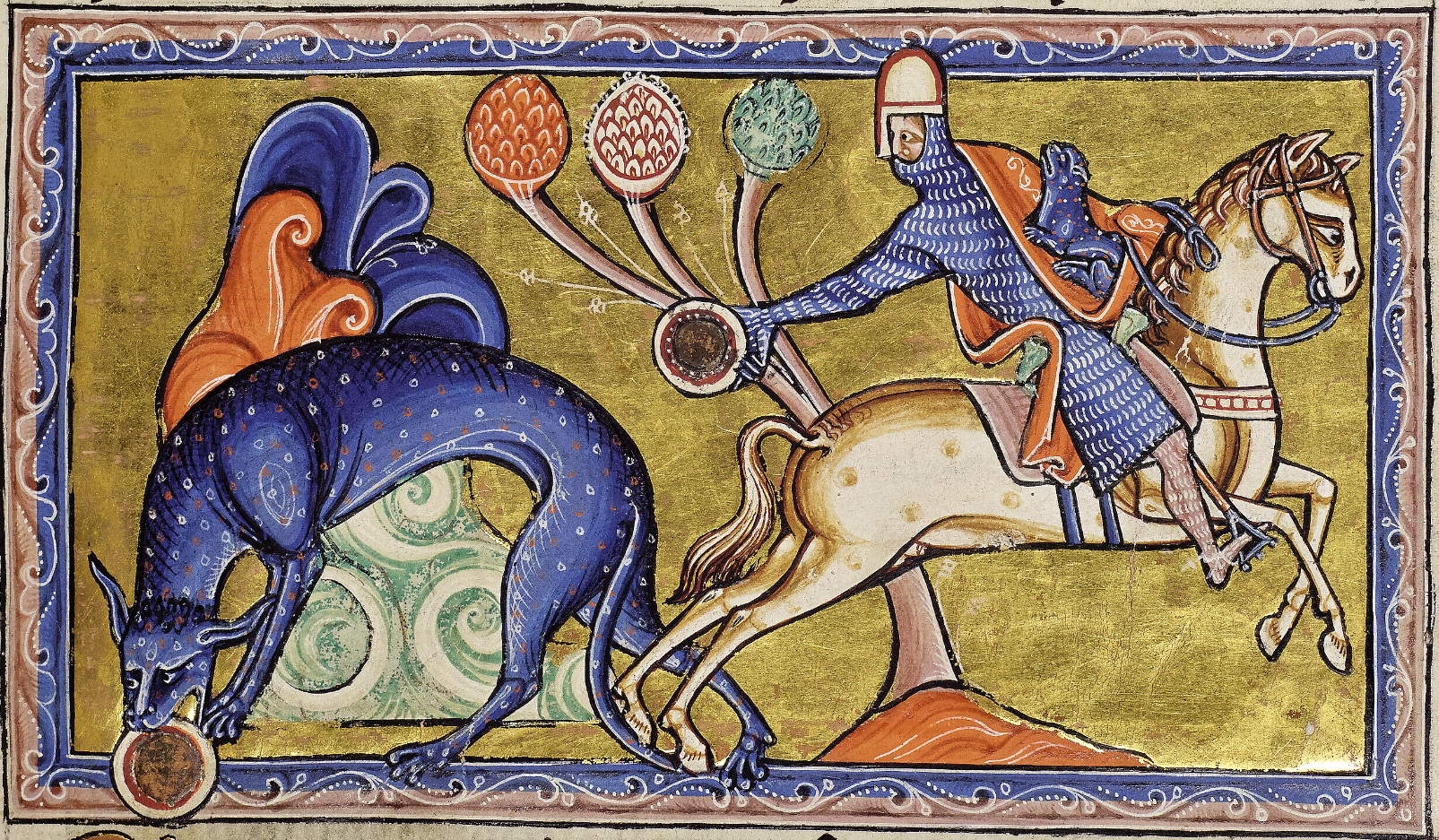
Folio 8 recto: Der Tiger (Tigris)

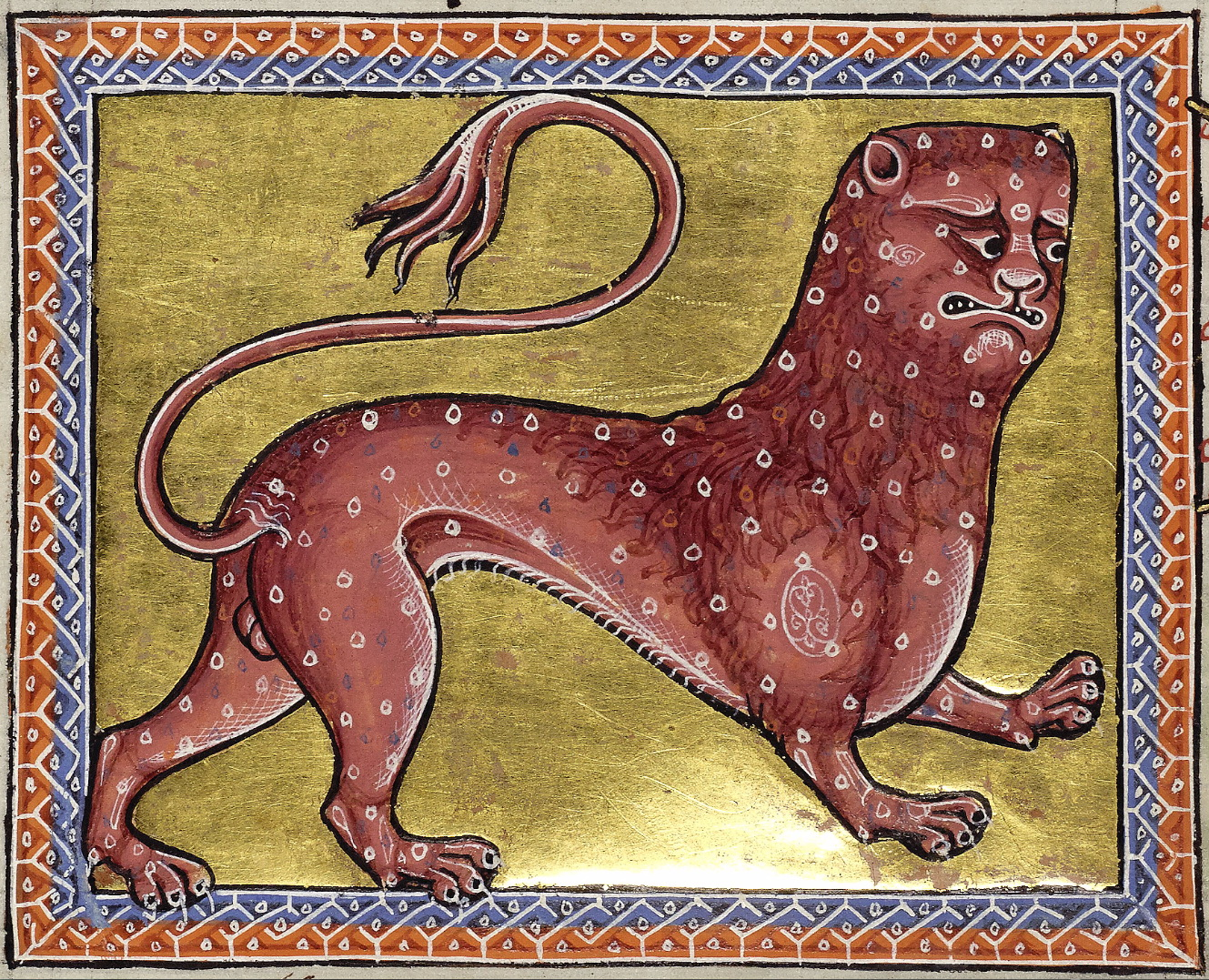
Folio 8 verso: Der Pardel (Pardus)

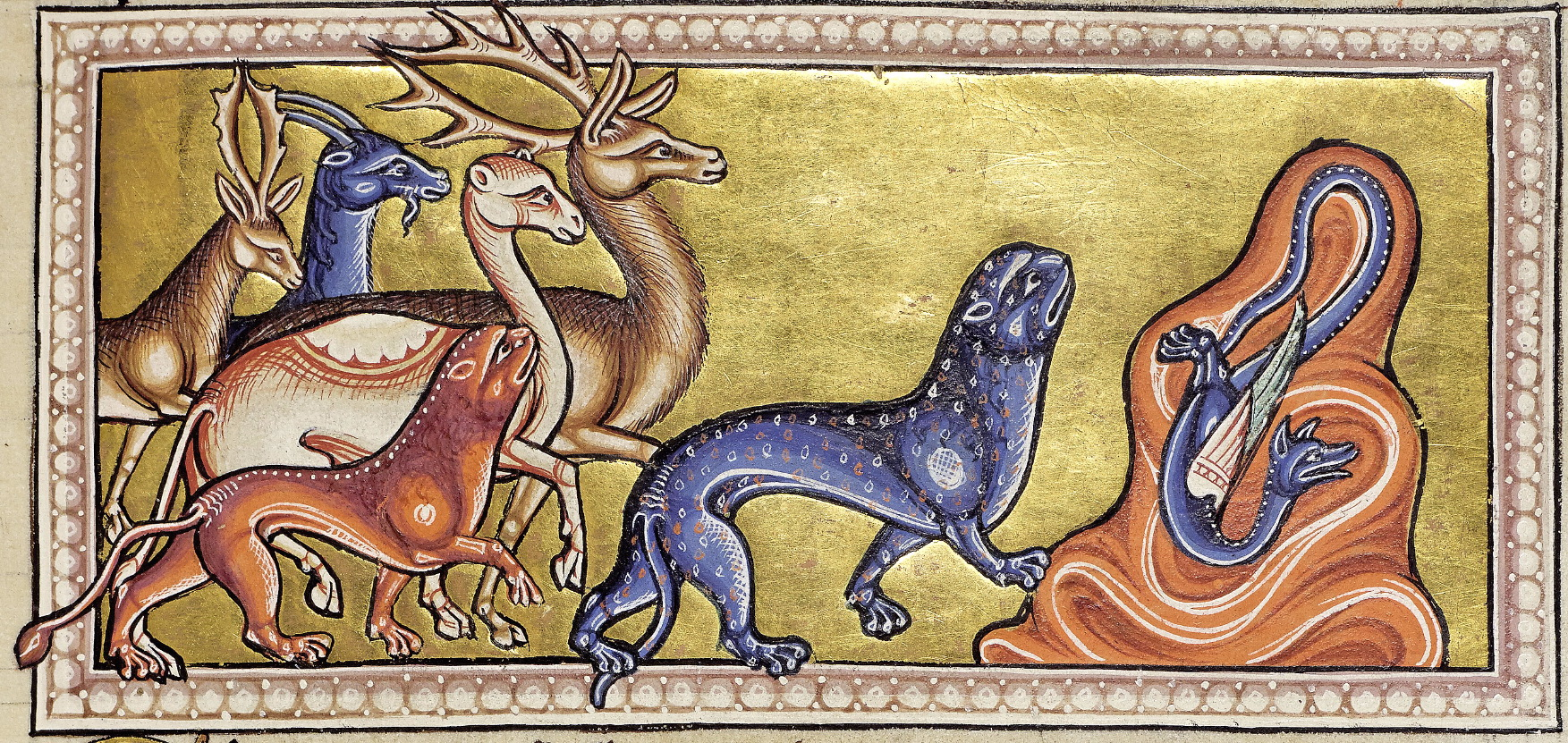
Folio 9 recto: Der Panther (Panther)

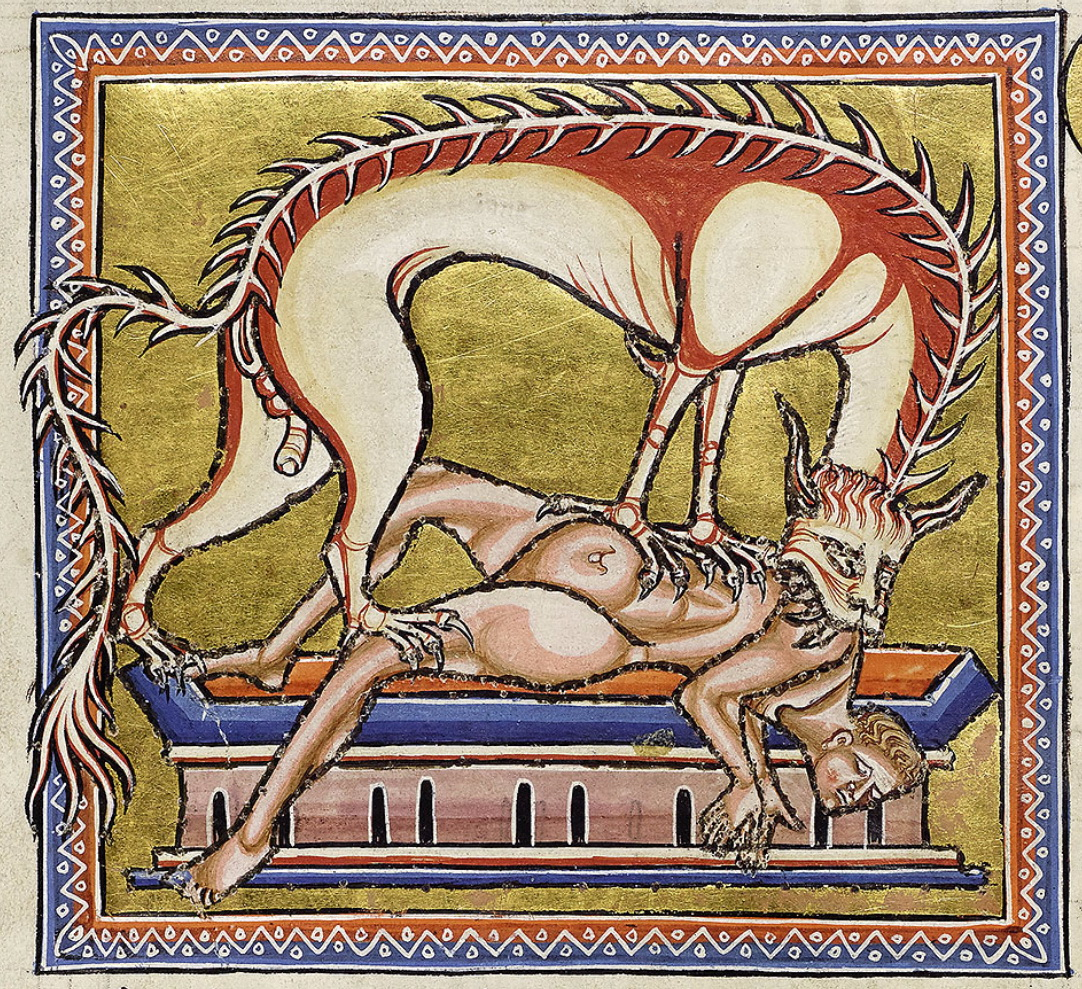
Folio 11 verso: Die Hyäne (Yena)

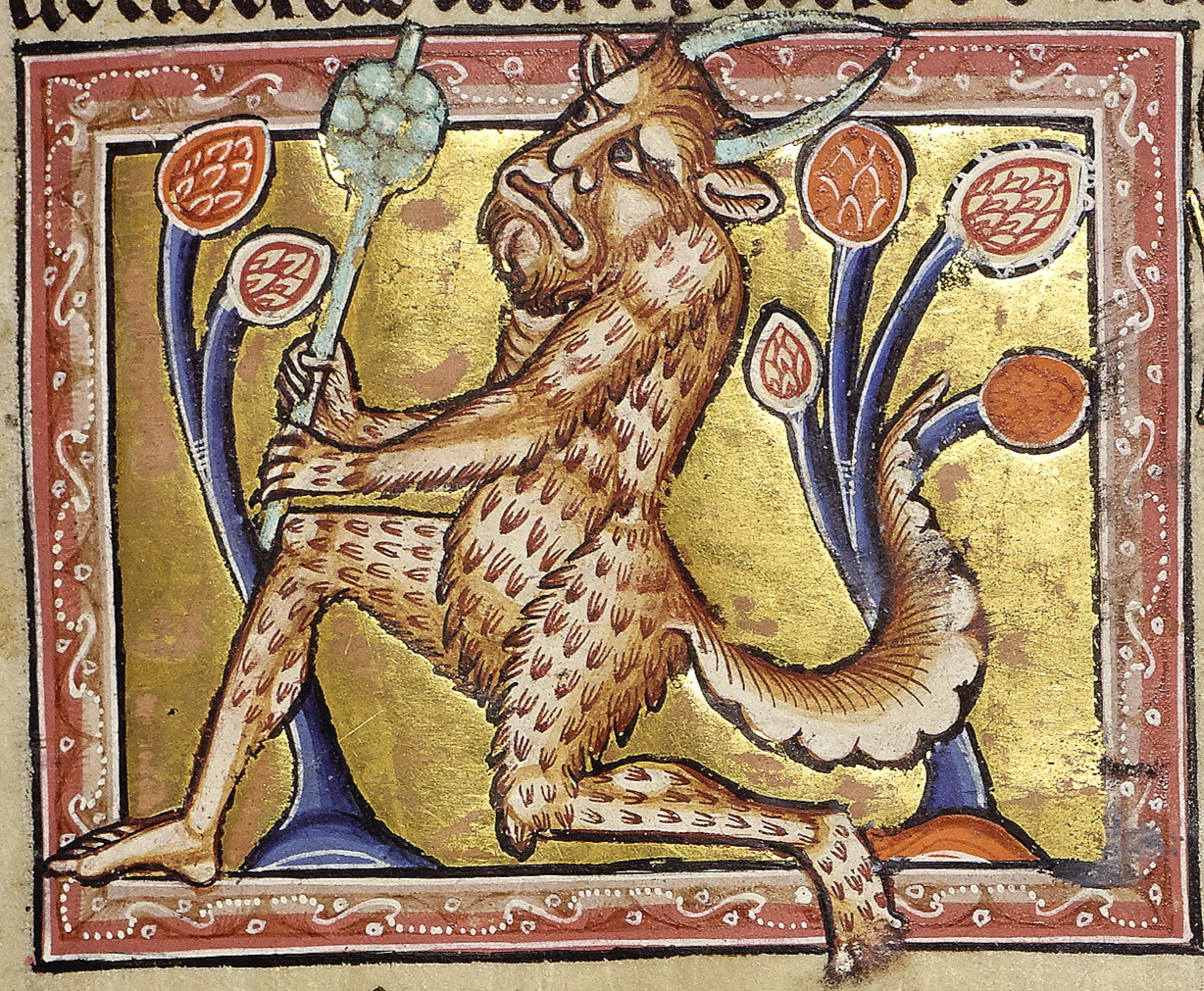
Folio 13 recto: Ein Satyr (Satyrs)

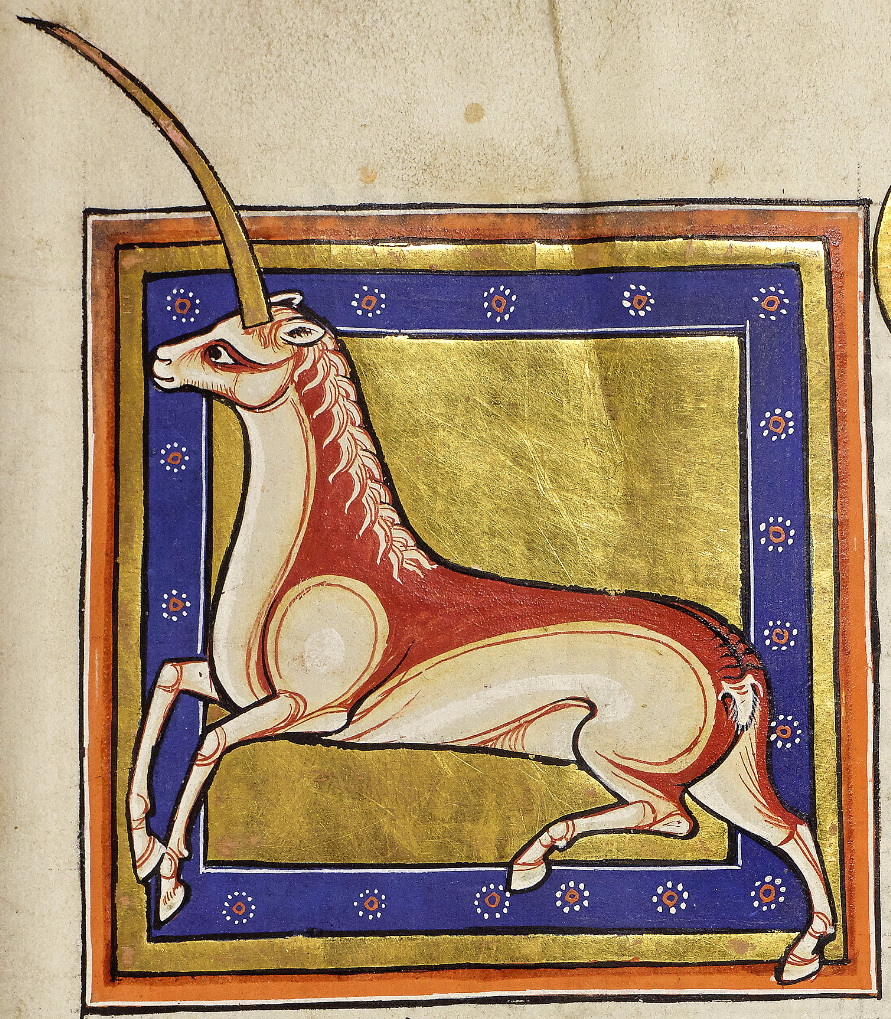
Folio 15 recto: Das Einhorn (Monoceros)

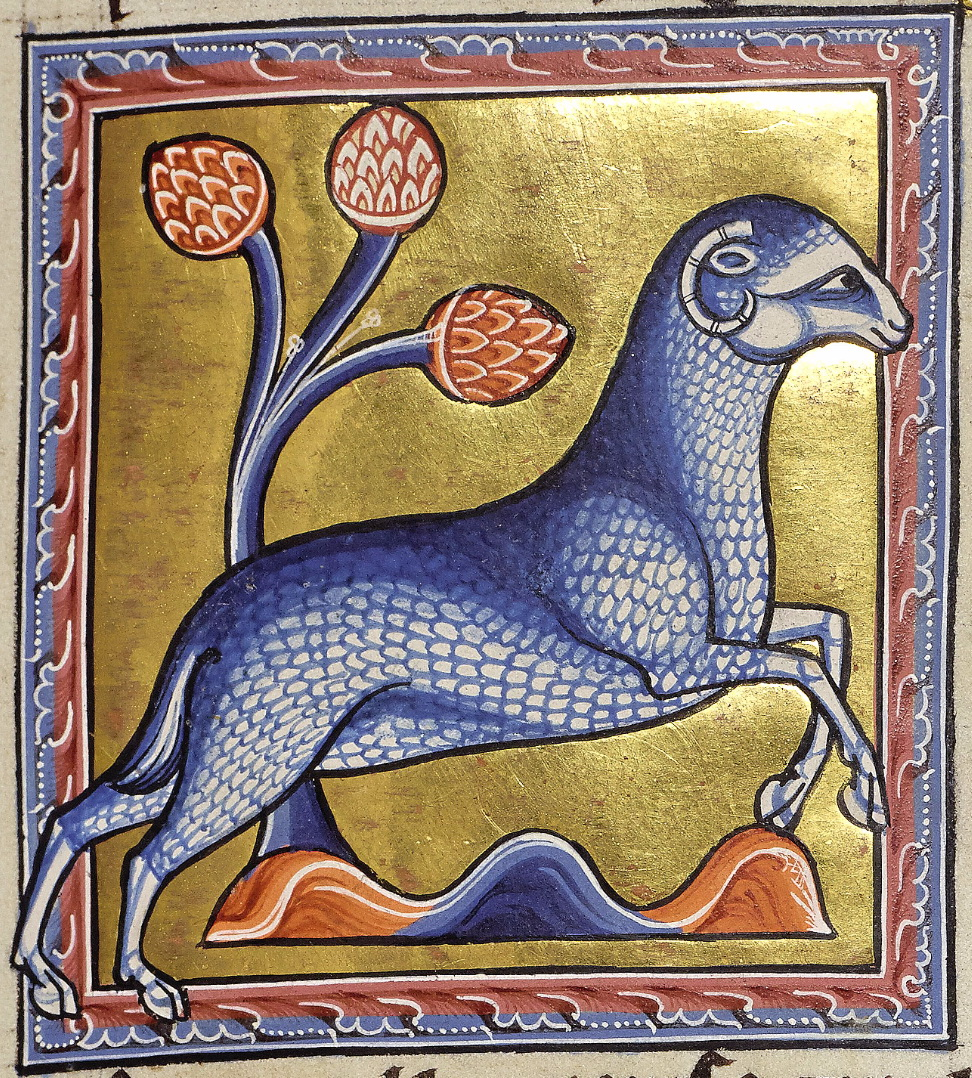
Folio 21 recto: Das Hausschaf (Aries)

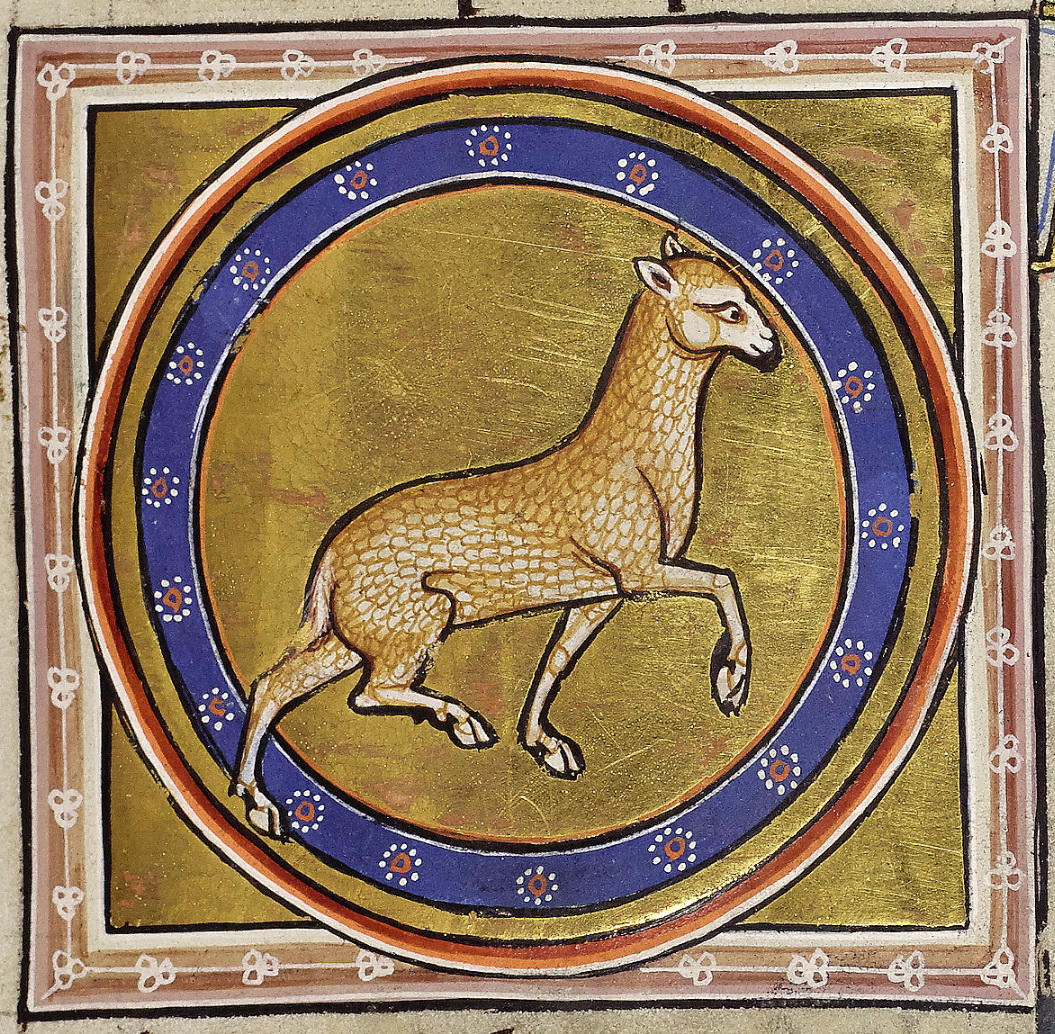
Folio 21 recto: Das Lamm (Agnus)

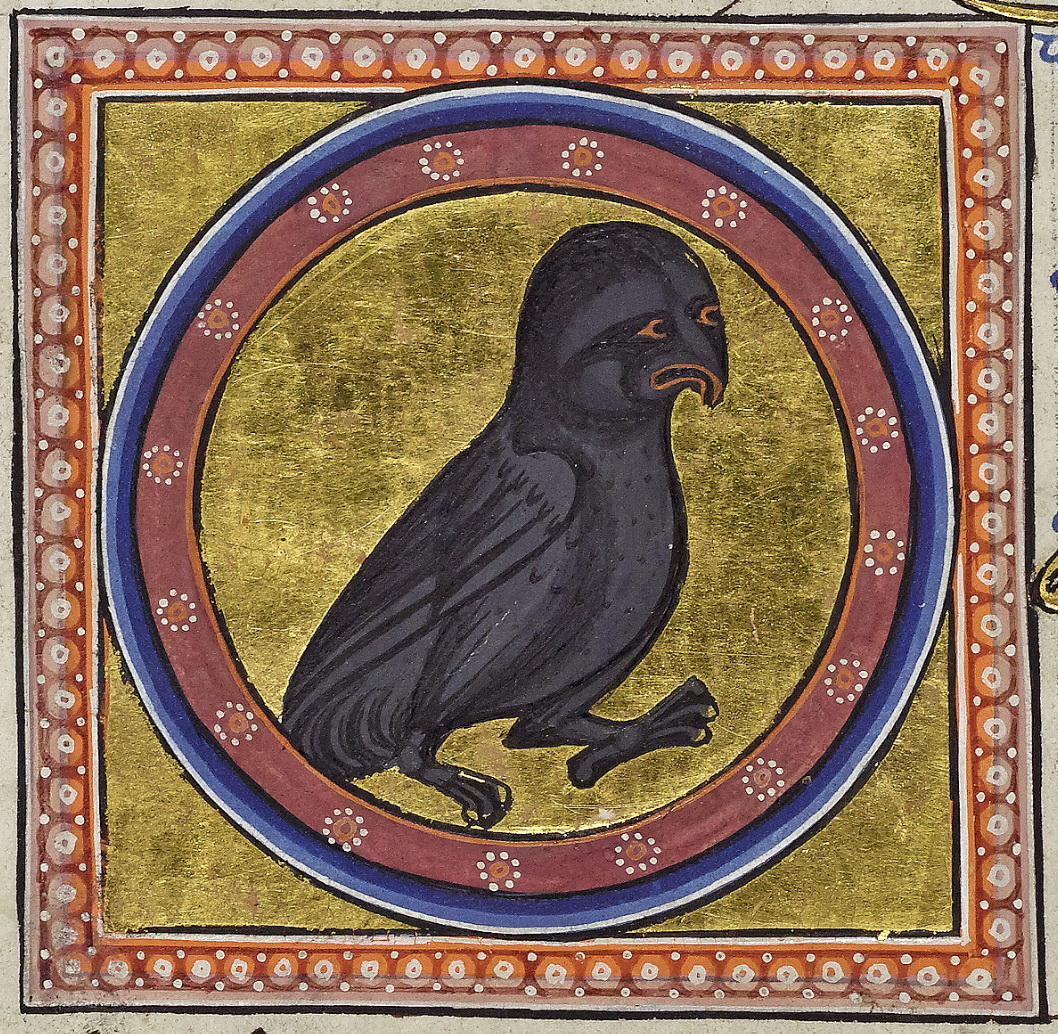
Folio 35 verso: Der Nachtreiher (Nicticorax)

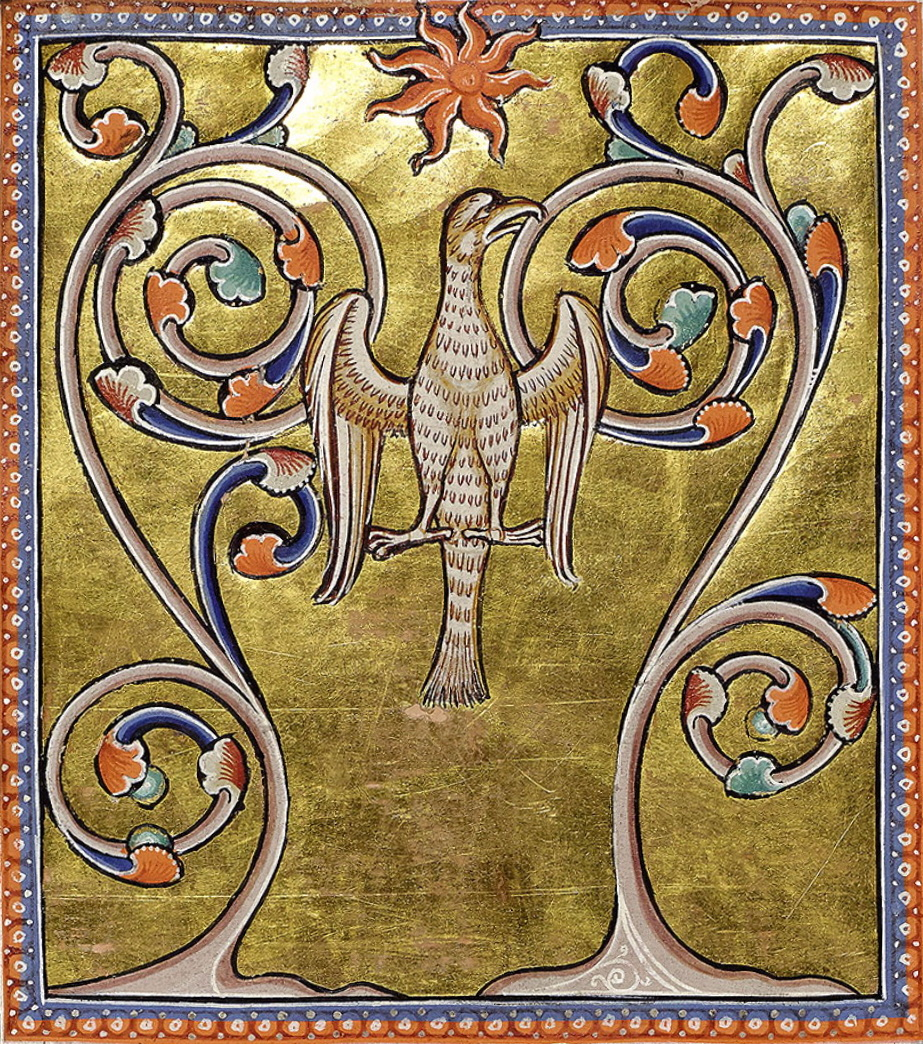
Folio 55 verso: Der Phoenix (Fenix) kehrt seine Flügel der Sonne zu

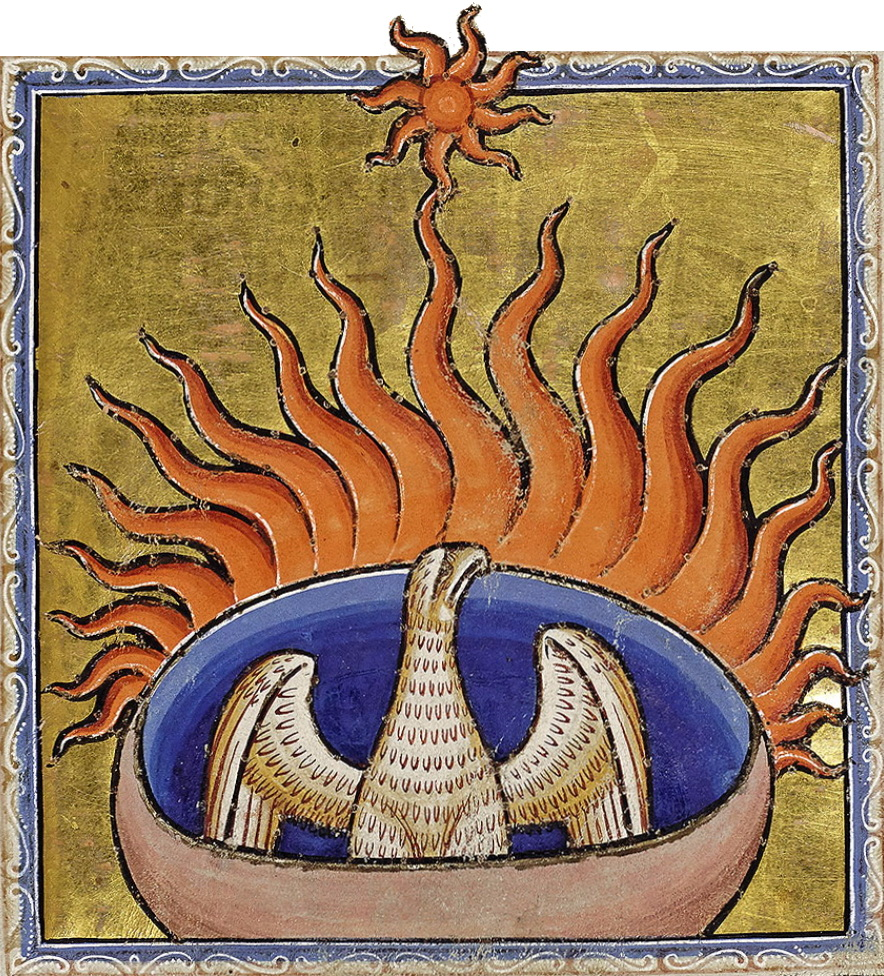
Folio 56 recto: Der Phoenix (Fenix) steigt aus der Asche

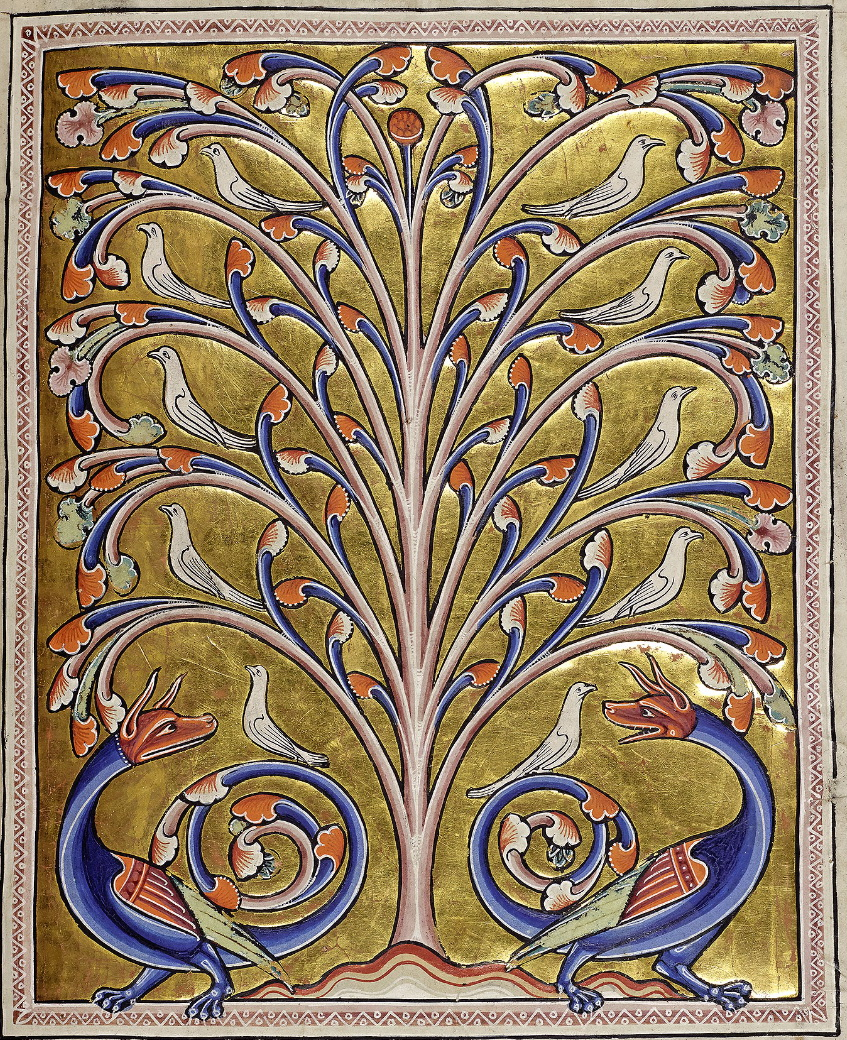
Folio 65 recto: Der Baum namens Peridexion mit Tauben und lauernden Drachen (Perindens)

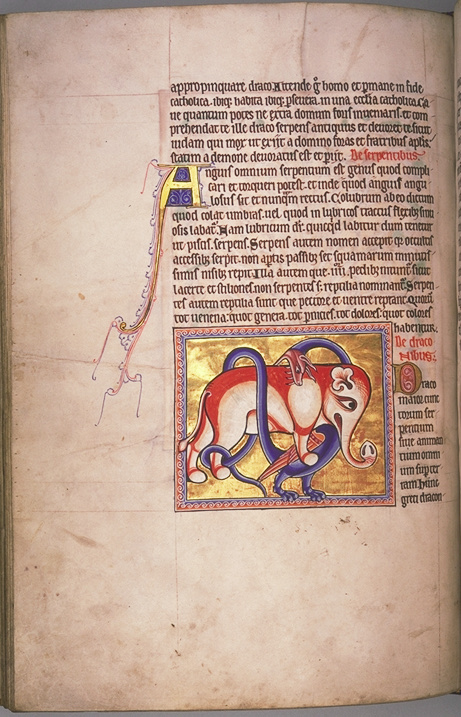
Folio 65 verso

- fol. 1r: Schöpfungsbericht über die Erschaffung von Himmel und Erde (1. Buch Mose, 1,1–5)
- fol. 1v: Erschaffung des  Himmelsgewölbes und Trennung des Wassers (1. Buch Mose, 1,6–8)
- fol. 2r: Erschaffung der Vögel und Fische (1. Buch Mose, 1,20–23)
- fol. 2v: Erschaffung der Tiere (1. Buch Mose, 1,24–25)
- fol. 3r: Erschaffung der Menschen Adam und Eva (1. Buch Mose, 1,26–28, 31; 2,1-2)
- fol. 4v: Jesus Christus auf seinem Thron, Majestas Domini, (Offenbarung des Johannes, 4–5; Matthäusevangelium, 25,31)
- fol. 5r: Adam gibt den Tieren ihren Namen (Illustration eines Textes von Isidor von Sevilla, Etymologiae, Buch XII, 2,1–8; XII,8,1–9)
- fol. 5v: Text: Adam gibt den Tieren ihren Namen (Omnibus animantibus)
- fol. 5v: Quadrupedie (Quadrupes) (Isidor von Sevilla, Etymologiae, Buch XII,1,4)
- fol. 5v: Vieh (Pecus) (Isidor von Sevilla, Etymologiae, Buch XII,1,5–6)
- fol. 5v: Packtiere (Iumentum) (Isidor von Sevilla, Etymologiae, Buch XII,1,7)
- fol. 5v: Herde (Armentum) (Isidor von Sevilla, Etymologiae, Buch XII,1,8)

### Wilde Tiere(Bestiae)
- fol. 7r: Incipit liber de naturis bestiarium (Anfang des Buches über die Natur der Tiere)
- fol. 7r: De leonibus. (Panthera leo; Löwe) (Physiologus, Kap. 1; Isidor von Sevilla, Etymologiae, Buch XII,2,3–6)
- fol. 8r: Tigris. (Panthera tigris; Tiger) (Isidor von Sevilla, Etymologiae, Book XII,2,7)
- fol. 8v: De Pardo. (Panthera pardus; Leopard) (Isidor von Sevilla, Etymologiae, Buch XII,2,10–11)
- fol. 9r: De Panthera. (Panthera; Panther) (Physiologus, Kap. 16; Isidor von Sevilla, Etymologiae, Buch XII,2,8–9)

Verglichen mit dem Ashmole-Bestiarium fehlen nach fol. 9v die Seiten, auf denen folgende Tiere aufgeführt wären: die Antilope (Antalops), das Einhorn (Unicornis), der Luchs (Lynx), der Greif (Gryps) und ein Abschnitt über den Elefanten (Elephans).
- fol. 10r: De Elephante. (Elephantidae; Elephant) (Isidor von Sevilla, Etymologiae, Buch XII,2,14; Physiologus, Kap. 43; Ambrosius, Sechstagewerk, Buch VI, 35; Solinus, Collectanea rerum memorabilium, xxv, 1–7)
- fol. 11r: De Castore. (Castor; Biber)
- fol. 11r: De animali quod dicitur ibex. (Capra ibex; Alpensteinbock)
- fol. 11v: De Yena. (Hyaena; Hyaena) (Physiologus, Kap. 24; Solinus, Collectanea rerum memorabilium, xxvii, 23–24)
- fol. 12r: De bonnacon. (Fabelwesen; Bonnacon) (Solinus, Collectanea rerum memorabilium, xl, 10–11)
- fol. 12v: Simie. (Anthropoidea; Affen)
- fol. 13r: De satiris. (Mischwesen; Satyr)
- fol. 13r: De cervis. (Cervidae; Hirsche)
- fol. 13v: De cervis. forts.
- fol. 14r: De capre. (Capra; Ziegen)
- fol. 14v: Caprea. (Capra aegagrus; Wildziege)
- fol. 15r: De monocero. (Fabelwesen; Einhorn) (Solinus, Collectanea rerum memorabilium, lii, 39–40)
- fol. 15r: De urso. (Ursidae; Bären)
- fol. 15v: De leucrota. (Leucrota) (Solinus, Collectanea rerum memorabilium, lii, 34)

Verglichen mit dem Ashmole-Bestiarium fehlen nach fol. 15v die Seiten, auf denen folgende Tiere aufgeführt wären: Krokodile (Crocodilus), der Mantikor (Mantichora) und ein Abschnitt von dem Parandrus (Parandrus).
- fol. 16r: De parandro. (Fabeltier; Parandrus) (Solinus, Collectanea rerum memorabilium, xxx, 25)
- fol. 16r: De vulpe. (Vulpini; Fuchs)
- fol. 16v: De eale. (Fabelwesen; Yale (Fabeltier)) (Solinus, Collectanea rerum memorabilium, lii, 35)
- fol. 17r: De lupo. (Canis lupus; Wolf)
- fol. 17v: De lupo. forts.
- fol. 18r: De natura canum. (Canidae; Hunde)
- fol. 18v: De natura canum. forts.
- fol. 19r: De natura canum. forts.
- fol. 19v: De natura canum. forts.
- fol. 20r: De natura canum. forts.

### Das Vieh(Pecora)
- fol. 20v: De ove. (Ovis; Schafe) (Isidor von Sevilla, Etymologiae, Buch XII,1,9; Ambrosius, Sechstagewerk, Book VI, 20)
- fol. 21r: De vervece. (Ovis gmelini aries; Bock) (Isidor von Sevilla, Etymologiae, Buch XII,1,10–11)
- fol. 21r: De agno. (Ovis gmelini aries; Lamm) (Isidor von Sevilla, Etymologiae, Buch XII,1,12; Ambrosius, Sechstagewerk, Buch VI, 28)
- fol. 21r: De hyrco. (Capra aegagrus hircus; Hausziege) (Isidor von Sevilla, Etymologiae, Buch XII,1,14)
- fol. 21v: Hedus. (Capra aegagrus hircus; Ziegenjunge) (Isidor von Sevilla, Etymologiae, Buch XII,i,13)
- fol. 21v: De apro. (Sus scrofa; Wildschwein) (Isidor von Sevilla, Etymologiae, Buch XII,1,27)
- fol. 21v: De iuvenco. (Bos taurus; Hausrind) (Isidor von Sevilla, Etymologiae, Buch XII,i,28)
- fol. 21v: Taurus. (Bos taurus; Bulle) (Isidor von Sevilla, Etymologiae, Buch XII,1,29)

Verglichen mit dem Ashmole-Bestiarium fehlen nach fol. 21v zwei Seiten, auf denen folgende Tiere aufgeführt wären:
der Ochse (Bos), das Kamel (Camelus), das Dromedar (Dromedarius), der Hausesel (Asinus), der Wildesel Onager (Onagro) und ein Teil des Abschnitts über das Pferd (Equus).
- fol. 22r: De equo part. (Equus caballus; Pferd) (Isidor von Sevilla, Etymologiae, Buch XII,1,41–56; Hugh von Fouilloy, III, xxiii)
- fol. 22v: De equo part. forts.
- fol. 23r: Mulus. (Hybride; Maultier) (Isidor von Sevilla, Etymologiae, Buch XII,1,57–60)

### Kleintiere(Minuta animala)
- fol. 23v: De musione. (Felis silvestris catus; Katze) (Isidor von Sevilla, Etymologiae, Buch XII,2,38)
- fol. 23v: De muribus. (Mus; Maus) (Isidor von Sevilla, Etymologiae, Buch XII,3,1)
- fol. 23v: De mustela. (Mustela; Wiesel) (Isidor von Sevilla, Etymologiae, Buch XII,32; Physiologus, Kap. 21)
- fol. 24r: De talpa. (Talpidae; Maulwurf) (Isidor von Sevilla, Etymologiae, Buch XII,3,5)
- fol. 24r: De ericiis. (Erinaceidae; Igel) (Isidor von Sevilla, Etymologiae, Buch XII,3,7; Ambrosius, Sechstagewerk, VI,20)
- fol. 24v: De formicis. (Formicidae; Ameisen) (Physiologus, 12; Ambrosius, Sechstagewerk, Buch VI,16,20)

### Die Vögel(Aves)
- fol. 25r: Hic incipit de avibus. (Aves; Vögel)
- fol. 25v: De pennis deargentatis columbe. (Columba; Tauben, siehe Psalm 68, 13)
- fol. 26r: De columba et accipitre. Tauben und Habichte (Accipitridae; Habichtartige)
- fol. 26v: Hic incipit de tribus columbis. (Tauben, forts.)
- fol. 27r: Mistice de columba. (Die mystischen Aspekte der Taube)
- fol. 27v: Item de columba. (Auch über die Taube)
- fol. 28r: De columbe pedibus. De pennis deargentatis. (Die Füße und die Feder der Taube)
- fol. 28v: De posterioribus dorsi columbe. De colore alarum. (Die Farben und Schwanzfedern der Taube)
- fol. 29r: De oculis columbe. De colore reliqui corporis. De diversis proprietatibus columbe. (Die Augen, die Farbe, der Charakter der Taube)
- fol. 29v: De aquilone et austro ventis. (Über den Nordwind und den Südwind; Windrichtung)
- fol. 30r: Item de accipitre. (Über den Habicht)
- fol. 31r: De turture. (Streptopelia turtur; Turteltaube)
- fol. 32v: De palma. De palma et turture. (Arecaceae; Palme (Palma))
- fol. 33v: De cedro. (Cedrus; Zedern)
- fol. 34v: De pellicano. (Pelecanus; Pelikane)
- fol. 35v: De nicticorace. (Nycticorax nycticorax; Nachtreiher)
- fol. 36r: De epopo. (Upupidae; Wiedehopfe)
- fol. 36v: De pica. (Pica Pica; Elster)
- fol. 37r: De corvo. (Corvus corax; Kolkrabe)
- fol. 38v: De gallo. (Gallus gallus domesticus; Hahn)
- fol. 41r: De strucione. (Struthionidae; Strauß)
- fol. 44r: De vulturibus. (Aegypiinae; Altweltgeier oder Geier)
- fol. 45v: De [gruibus]. (Gruidae; Kraniche)
- fol. 46v: De milvo. (Milvus; Milane)
- fol. 46v: De psitaco. (Psittaciformes; Papageien)
- fol. 47r: De ibice. (Threskiornithinae; Ibisse)
- fol. 47v: De yrundine. (Hirundinidae; Schwalben)
- fol. 48v: De ciconia. (Ciconiidae; Störche)
- fol. 49v: De [merula]. (Turdus merula: Amsel)
- fol. 50r: De bubone. (Bubo bubo; Uhu)
- fol. 50v: [De hupupa]. (Upupa; Wiedehopfe)
- fol. 51r: De noctua. (Athene noctua; Steinkauz)
- fol. 51r: [De vespertilione]. (Chiroptera; Fledermaus)
- fol. 51v: [De gragulo]. (Garrulus; Rabenvögel)
- fol. 52v: De lucinia. (Luscinia megarhynchos; Nachtigall)
- fol. 53r: [De ansere]. (Anserini; Gänse)
- fol. 53v: [De ardea]. (Ardeidae; Reiher)
- fol. 54r: [De perdice]. (Perdix perdix; Rebhuhn)
- fol. 54v: [De altione]. (Halcyoninae; Lieste oder Baum-Eisvögel)
- fol. 55r: [De fulica]. (Fulica atra; Blässhuhn oder Blesshuhn)
- fol. 55r: [De fenice]. (Phönix (Mythologie))
- fol. 56v: [De caladrio]. (Caladrius; weißer Vogel der Mythologie und Teil der christlichen Ikonographie)
- fol. 57v: De coturnice. (Coturnix coturnix; Wachtel)
- fol. 58r: De cornice. (Corvus corone; Aaskrähe)
- fol. 58v: De cigno. (Cygnus; Schwan)
- fol. 59r: De anatibus. (Anatidae; Ente)
- fol. 59v: De pavone. (Phasianidae; Pfau)
- fol. 61r: De aquila. (Aquila; Adler)
- fol. 63r: De apibus. (Apiformes; Biene)
- fol. 64v: De arbore que dicitur perindens. (Peridexion; mythischer Baum und Teil der christlichen Ikonographie)

### Die Kriechtiere(Serpentes)
- fol. 65v: De serpentibus. (Serpentes; Schlangen)
- fol. 65v: De draconibus. (Draco; Drache, ein Fabelwesen)
- fol. 66r: De basilisco. (Basilisk, ein mythisches Tier)
- fol. 66v: De regulis. (regulus, auch Sibilus; lateinische Begriffe für Basilisk)
- fol. 66v: De vipera. (Vipera; Echte Ottern)
- fol. 67v: De aspide. (Vipera aspis; Aspisviper)
- fol. 68v: De scitali serpente. (Serpens; eine mythologische Schlange)
- fol. 68v: De anphivena. (Amphisbaena; Fabelwesen, das als Schlange oder als Drache geschildert wird)
- fol. 68v: De ydro. (Fabelwesen; Wasserschlange)
- fol. 69r: De boa angue. (Boidae; Boa)
- fol. 69r: De iaculo. (Fabelwesen; eine mythologische Schlange, die von Bäumen springen kann)
- fol. 69v: De sirenis. (Fabelwesen; Sirene)
- fol. 69v: [De sepe]. (Fabelwesen; eine giftige Schlange)
- fol. 69v: [De dipsade]. (Fabelwesen; eine giftige Schlange)
- fol. 69v: De lacerto. (Lacertilia; Echsen)
- fol. 69v: De salamandra. (Caudata; Salamander oder Schwanzlurche)
- fol. 70r: De saura serpente. (Lacertilia; Echsen)
- fol. 70v: De stellione. (Molch)
- fol. 71r: De natura serpentium. (Vom Wesen der Schlangen)

### Die Würmer(Vermes)
- fol. 72r: Incipit de vermibus. (Würmer)

### Die Fische(Pisces)
- fol. 72v: Incipit de piscibus. (In Bezug auf die Fische)
- fol. 73r: [De balena]. (Mysticeti; Bartenwale)
- fol. 73r: De belua que dicitur serra. (Pristidae; Sägefische)
- fol. 73r: De delfinibus. (Delphinidae; Delfine)
- fol. 73v: De porcis marinis. (Elasipodida; Seegurken)
- fol. 73v: De cocodrillo. (Crocodylia; Krokodile)
- fol. 73v: Mullus. (Mullidae; Meerbarben oder Seebarben)
- fol. 74r bis fol.77v: Über Fische, forts.

### Die Bäume und Pflanzen(De arboribus)
- fol. 77v: Arbores. (Baum)
- fol. 78v: De ficu. (Ficeae; Feigen)
- fol. 79r: Item de arboribus. (Wieder von Bäumen)
  - fol. 79r: Morus. (Morus; Maulbeeren)
  - fol. 79r: Sicomorus. (Ficus sycomorus; Maulbeer-Feige)
  - fol. 79r: Avellane glandes. (Corylus; Haseln)
  - fol. 79r: Juglans. (Juglandaceae; Walnussgewächse)
  - fol. 79r: Pinee nuces. (Pinus pinea; Pinie)
  - fol. 79r: Amigdale. (Prunus dulcis; Mandelbaum)
  - fol. 79r: Castanee. (Castanea; Kastanien)
  - fol. 79v: Ilex. (Ilex; Stechpalmen)
  - fol. 79v: Fagus. (Fagoideae; Buchen)
  - fol. 79v: Cilicicon. (Ceratonia siliqua; Johannisbrotbaum)
  - fol. 79v: Pistatia arbor. (Pistacia vera; Pistazie)
  - fol. 79v: Pinee nuces. (Pinus rigida; Pech-Kiefer)
  - fol. 79v: Abies. (Abies; Tannen)
  - fol. 79v: Cedrus. (Cedrus; Zedern)
  - fol. 80r: Cipressus. (Zypressen)
  - fol. 80r: Juniperus. (Juniperus; Wacholder)
  - fol. 80r: Platanus. (Platanaceae; Platanen)
  - fol. 80r: Quercus. (Quercus; Eichen)
  - fol. 80r: Fraxinus. (Fraxinus; Eschen)
  - fol. 80r: Alnus. (Alnus; Erlen)
  - fol. 80v: Ulmus. (Ulmus; Ulmen)
  - fol. 80v: Populus. (Populus; Pappeln)
  - fol. 80v: Salix. (Salix; Weide)
  - fol. 80v: Buxus. (Buxus; Buchsbäume)

### Die Natur des Menschen(De natura hominis)
- fol. 80v: Isidor von Sevilla, Die Natur des Menschen (Ysidorus de natura hominis) (Isidor von Sevilla, Etymologiae, Buch XI,1,1–Buch XI,2,37)
- fol. 89r: Isidor von Sevilla über die Teile des menschlichen Körpers (Ysidorus de membris hominis)
- fol. 91r: Die sechs Lebensphasen des Menschen (De etate hominis)

### Die Steine(Lapides)
- fol. 93v: De lapidibus igniferis. (Zündstein, umgangssprachlich Feuerstein, hier allegorisch)
- fol. 94v: De lapide adamas. (Diamant)
- fol. 96r: De lapide qui dicitur mermecoleon. (Fabelwesen; Mermecolion)
- fol. 96v: Versus. (Poesie)
- fol. 97r: Lapis in fundamento muri. (Gestein)
  - fol. 97r: Primus lapis in fundamento muri est Jaspis. (Jaspis)
  - fol. 97r: Secundus Saphirus. (Saphir)
  - fol. 97r: Tercius Calcedonius. (Chalcedon)
  - fol. 97v: Quartus Smaragdus. (Smaragd)
  - fol. 98r: Quintus Sardonix. (Onyx)
  - fol. 98r: Sextus Sardius. (Karneol)
  - fol. 98v: Septimus crisolitus. (Chrysoberyll)
  - fol. 98v: Octavus Berillus. (Beryll)
  - fol. 99r: Nonum topazius. (Topas)
  - fol. 99v: Decimum crisopassus. (Chrysopras)
  - fol. 99v: Undecimum Iacinctus. (Zirkon)
  - fol. 100r: Duodecimum Amatistus. (Amethyst)
- fol. 100r bis fol. 103v: De effectu lapidum. (Von Steinen – ihre Eigenschaften und ihre Wirkung)